# Jan Henne
Jan Henne (Oakland, Estats Units 1947) és una nedadora estatunidenca, ja retirada, guanyadora de quatre medalles olímpiques.

## Biografia
Va néixer l'11 d'agost de 1947 a la ciutat d'Oakland, població situada a l'estat de Califòrnia.

## Carrera esportiva
Va participar, als 21 anys, als Jocs Olímpics d'Estiu de 1968 realitzats a Ciutat de Mèxic (Mèxic), on va aconseguir guanyar la medalla d'or en els 100 metres lliures i en els relleus 4x100 metres lliures, on l'equip nord-americà va establir un nou rècord olímpic amb un temps de 4:02.5 minuts. Així mateix també va guanyar la medalla de plata en la prova dels 200 metres lliures i la medalla de bronze en els 200 metres estils.